# Gerhard Mayr
Gerhard Mayr (* 30. Oktober 1959 in Saalfelden) ist ein österreichischer Trabrennfahrer und Trainer.

## Leben
Mayr erlernte zunächst den Beruf des Bautechnikers. Er kam durch seine spätere Ehefrau zum Pferdesport. Seine Tochter Cornelia Mayr ist ebenfalls erfolgreiche professionelle Trabrennfahrerin.

## Sportliche Erfolge
Mayr war mehrfach österreichischer Traberchampion und nahm wiederholt and Welt- und Europameisterschaften teil. Zu seinen größten Erfolgen zählte bei den Weltmeisterschaften der Amateure 1988 ein 5. Platz und bei den Profis im Jahr 1997 ein 5. Platz bei den Europameisterschaften. Mayr zählt neben Adi Übleis mit rund 3500 Siegen zu Österreichs erfolgreichsten Trabrennfahrern. Zu seinen Siegen zählen auch 2 im Derby. 2019 wurde er zum 25 mal österreichischer Champion der Berufsfahrer, 2024 zum 30. Mal. Dabei gewann er von 1992 bis 2012 21 mal in Folge, ehe er 2013 kurz von Hubert Brandstätter abgelöst wurde.